# Mycosphaerella salicis
Mycosphaerella salicis är en svampart som beskrevs av Jaap 1916. Mycosphaerella salicis ingår i släktet Mycosphaerella och familjen Mycosphaerellaceae.   Inga underarter finns listade i Catalogue of Life.